# Lake Emily (Neuseeland)
Der Lake Emily ist ein See im Ashburton District der Region Canterbury auf der Südinsel von Neuseeland.

## Geographie
Der Lake Emily befindet sich rund 700 nördlich der Ausläufer der bis zu 1364 m hohen Client Hills und rund 1,8 km westlich der bis zu 1083 m hohen Manuka Range. Der See, der an seiner östlichen und nördlichen Seite Anschluss an ein Feuchtgebiet hat, befindet sich mit einer Flächenausdehnung von rund 21 Hektar auf einer Höhe von 672 m. Der Seeumfang beträgt rund 2 km. Mit einer Länge von rund 655 m besitzt der See eine Nordwest-Südost-Ausrichtung und misst an seiner breitesten Stelle rund 460 m in Südwest-Nordost-Richtung.
Einen Wasserzulauf erhält der See den Client Hills, wogegen die Entwässerung über das anschließende Feuchtgebiet und dann weiter über den Emily Stream und dem Jacobs Stream zu dem Maori Lakes stattfindet.

## Fernwanderweg
An der Südseite des Sees führt der von Westen kommende Fernwanderweg Te Araroa Trail in einem Abstand von rund 100 m am See vorbei.